# 二本柳俊夫
二本柳 俊夫（にほんやなぎ としお、1920年9月8日 - 2006年5月17日）は、日本の騎手（日本レース・倶楽部、日本競馬会、国営競馬、日本中央競馬会〈JRA〉）、調教師（日本中央競馬会）。神奈川県横浜市出身。1932年、立野尋常高等小学校尋常科を卒業。1992年4月、黄綬褒章を授章。2004年、調教師顕彰者。父は二本柳省三（騎手兼調教師）、兄は二本柳勇（騎手）と二本柳俊平（騎手）、弟は二本柳一馬（騎手、調教師）、子の二本柳俊一は調教師で、孫の二本柳壮は調教助手（元騎手）である。

## 経歴

### 騎手時代
1932年、横浜競馬場にある父・省三の厩舎で見習騎手となる。1933年、兄・勇の厩舎へ移籍。1935年、騎手免許を取得し、再び父・省三の厩舎に所属する。
1940年に兵役に就くが体調を崩し翌1941年に兵役を免除された。1943年5月30日、目黒記念（春）をオークモントで勝利し重賞初制覇。太平洋戦争の戦況が悪化し競馬開催が一時停止に追い込まれると、稲葉幸夫のもとで日本競馬会の運送業に従事。戦後は進駐軍関係の仕事に従事するが、1946年に競馬界に復帰し、兄・勇の厩舎に所属する。勇の死後はフリーの騎手になった。
1947年、ヤマトナデシコで中山記念に勝ち復帰後初の重賞制覇。1955年にはオートキツで東京優駿（日本ダービー）を優勝。なお、1955年制作の大映映画『幻の馬』（トキノミノルをモデルとした作品）では脇役の騎手役として出演している。

### 調教師転向
1957年に調教師免許を取得し、同年9月中山競馬場に厩舎開業。翌1958年、開業2年目にしてオンワードゼアで天皇賞（春）、有馬記念を含む重賞4勝を挙げる。
1980年代に調教師として全盛期を迎えた。ホウヨウボーイ、アンバーシャダイ、シリウスシンボリといった名馬を相次いで手がけ、また勝利度数においても1980年から1982年にかけて3年連続で関東リーディングトレーナー、1982年には全国リーディングトレーナーの座を獲得した。1997年2月28日に引退したが、これはJRAが調教師70歳定年制度を導入したためである。
2004年には調教師顕彰者として殿堂入り。2006年に肺炎のため死去した。

#### シリウスシンボリ移籍事件
1985年春、シリウスシンボリの騎手起用をめぐって馬主の和田共弘と対立。発端は二本柳厩舎主戦騎手であった加藤和宏騎乗のデビュー2戦目が斜行による失格、3戦目も第4コーナーで不利を受けての2着という結果に終わったため、これに不満を覚えた和田が岡部幸雄への乗り替わりを主張したことにある。
元来、二本柳は管理馬の騎手には門下生を起用する調教師であった。当時の和田は皇帝シンボリルドルフを所有し飛ぶ鳥を落とす勢いのオーナーブリーダーであったが、相手が誰であろうと主義を曲げることはなかった。二本柳はあくまでも弟子を庇い、「不満があるならよその厩舎へ行ってくれ」と主張、これを受けて和田は畠山重則厩舎へシリウスシンボリを転厩させてしまう。この行動は二本柳厩舎スタッフばかりでなく厩務員組合全体の反発を呼び、遂には調教師会が仲介に乗り出す事態にまで発展した。結局シリウスシンボリは二本柳厩舎に戻され、その年の東京優駿（日本ダービー）を制覇。加藤は師匠の思いに見事応えた。
なお、この勝利で二本柳は騎手としても調教師としても日本ダービー制覇を達成した。これは二本柳を含め5人（大久保房松・中島時一・中村広・二本柳・橋本輝雄）しか達成していない記録である（大久保・中島・中村は騎手兼調教師としての記録、大久保は調騎分離後も調教師としてダービーを制覇）。

## 成績

### 騎手成績
通算2199戦451勝、重賞14勝

#### 主な勝ち鞍
- 東京優駿（日本ダービー）（1955年、オートキツ）

### 調教師成績
通算成績8042戦1043勝、重賞48勝

#### 主な勝ち鞍
- 東京優駿（日本ダービー）（1985年シリウスシンボリ）
- 天皇賞（春）（1958年オンワードゼア、1983年アンバーシャダイ）
- 天皇賞（秋）（1981年ホウヨウボーイ）
- 有馬記念（1958年オンワードゼア、1980年ホウヨウボーイ、1981年アンバーシャダイ）
- 菊花賞（1961年アズマテンラン、1962年ヒロキミ）
- 優駿牝馬（1982年シャダイアイバー）
- 中山大障害（春）（1962年フェニックス）
- 中山大障害（秋）（1985年オンワードボルガ）

##### 上記以外の主な所属馬
- ダイナレター（1989年JRA賞最優秀ダートホース）

#### 受賞
- 全国リーディングトレーナー（1982年）
- 関東リーディングトレーナー（1980年〜1982年、1986年、1990年）
- 優秀調教師賞（関東）（1966年）
- 調教技術賞（関東）（1964年〜1966年、1979年〜1982年）
- 重賞獲得調教師賞（関東）（1983年）
- スポーツ功労者 文部科学大臣顕彰（1994年度）

## 主な厩舎所属者
※太字は門下生。括弧内は厩舎所属期間と所属中の職分。
- 大和田稔（1959年-1977年 騎手）
- 境勝太郎（1961年-1963年 騎手）
- 坪井正美（1964年-1980年 騎手）
- 二本柳一馬（1969年-1974年 調教助手）
- 前田禎（1973年-1974年 騎手）
- 二本柳俊一（1974年-1984年 調教助手）
- 加藤和宏（1975年-1989年 騎手）
- 成島正規（1981年-1987年 騎手）
- 杉浦宏昭（1982年-1995年 騎手）